# Erik Westman
Erik Johan Westman, född 20 december 1878 i Härnösand, död 18 mars 1960 i Uppsala, var en svensk elektroingenjör.
Westman, som var son till rådman Karl Westman och friherrinnan Karin Sparre, genomgick fem klasser vid Härnösands högre allmänna läroverk och utexaminerades från Chalmers tekniska läroanstalt 1899. Han var elev vid Teknische Hochschule i Karlsruhe 1899–1900. Han var assistent hos professor Fredrik Lamm i Göteborg 1901, föreståndare för AB Skandinaviska Elverks anläggning i Härnösand 1902–1904, assistent vid Aseas filial i Sundsvall 1904–1905, vid dess huvudkontor i Västerås 1905–1906, avdelningschef för beräkningsavdelningen för likströmsmaskiner där 1907–1936 och föreståndare för Aseas elevkurser från 1937 till pensioneringen 1944. Han förklarades kompetent till professuren i elektroteknik, huvudsakligen maskinkonstruktioner, vid Chalmers tekniska läroanstalt 1920. 
Westman skrev Gränser för dimensionering av likströmsmaskiner  (Teknisk Tidskrift, 1919), artiklar i Aseas tidning 1910–1940 och kurser om likströmsmaskiner för Hermods 1939 och 1943. Han blev ledamot av Svenska Teknologföreningen 1908 och var styrelseledamot i dess avdelning för elektroteknik 1917–1919. Han var sekreterare i Elektriska klubben i Västerås 1914–1945 och därefter hedersledamot. Efter pensioneringen bosatte han sig i Uppsala. Westman är begravd på Uppsala gamla kyrkogård.